# Musa

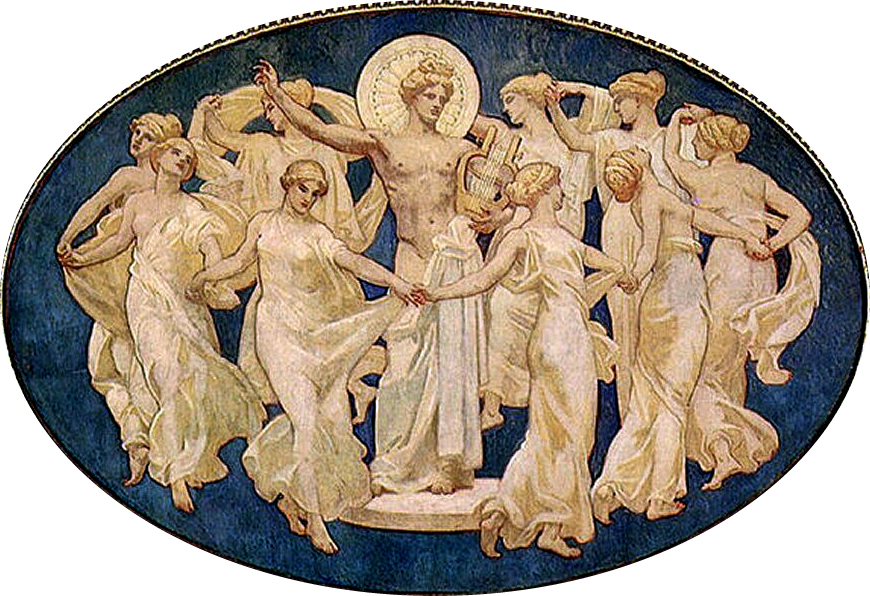
Apolo y las Nueve musas, John Singer Sargent, 1921.

En la mitología griega, las musas (en griego antiguo Μοῦσα, μοῦσαι «mousai»; en neogriego Μούσα, Μούσες; en latín Musae [deae]) son diosas de las artes y proclamadoras de héroes. Según los escritores más antiguos están relacionadas con una concepción filosófica acerca de la primacía de la música en el universo. Son las cantoras divinas, cuyos coros e himnos deleitan a Zeus y a los otros dioses. De igual manera presiden el pensamiento en todas sus formas: elocuencia, persuasión, sabiduría, poesía, historia, matemáticas o astronomía. Las musas tenían muchas advocaciones, dependendiendo del lugar del culto y así se las denominan como apoloides, castálidas, emátides, heliconíades, hipocrénides, mnemónides, moisas, pegásides, piérides o tespíades.
Son hijas de Zeus y de Mnemósine, señora de las colinas de Eleuter («libertad»), compañeras del séquito de Apolo, dios olímpico de la música y patrón de las bellas artes, quien tuvo romances con algunas de ellas, dejando descendientes. Las musas alientan e inspiran a aedos y poetas, con el hechizo de su canto, concediéndoles memoria, creatividad y persuasión en sus palabras y letras. En la época más arcaica eran las ninfas inspiradoras de las fuentes (cf. camenas), en las cuales eran adoradas. Finalmente, alrededor del siglo VIII-siglo VII a. C., prevaleció en todo el territorio de la Hélade la adoración de las nueve musas, que son Calíope, Clío, Erató, Euterpe, Melpómene, Polimnia, Talía, Terpsícore y Urania.
El culto a las musas era originalmente de Tracia y Beocia, y fueron de vital importancia para el desarrollo artístico en la Antigua Grecia. La distribución más o menos fija, de actividades entre las musas, se encuentra en la Antigüedad solo de manera esporádica; se entendía que cualquiera de ellas podía patrocinar la música, la lírica y demás expresiones artísticas. Fue a partir del Renacimiento cuando a las musas ya se les adjudicaron atributos individualizados. De todas formas sus atribuciones son variables dependiendo del poeta en ciernes; sólo hay unanimidad para asignar la Astronomía a Urania, la Comedia a Talía y la Historia a Clío. En un escolio se nos dice que «todas escuchan cuando se pronuncia el nombre de una».

## Lista de musas
Hesíodo es el primer autor que da los nombres de las nueve, que a partir de entonces pasaron a ser reconocidos. Plutarco afirma que en algunos lugares las nueve eran llamadas por el nombre común de Mneiae, ‘recuerdos’. Existían dos grupos principales de musas, las Piérides (Pieria) de Tracia y las Heliconíadas (Helicón) de Beocia. Las nueve musas clásicas son:
| Musa                                        | Atribuciones |
| ------------------------------------------- | --- |
| Calíope Καλλιόπη, ‘La de la bella voz’      | Musa de la poesía épica o la poesía en general. Fue la inventora del canto. Es representada con una corona de laurel y portando una lira. Calíope preside la razón del gobernante. Da a los poetas las coronas de laureles y otorga la sabiduría en general. Es la más importante de todas, pues ella asiste a los venerables reyes. Calíope fue la madre de Orfeo, Lino, Yálemo, Reso, los coribantes, las sirenas e incluso se la cita como la madre fabulosa del poeta Homero. |
| Clío Κλειώ, ‘La que da fama’                | Musa de la historia (y de la epopeya y el epilión). Inventó la retórica. Se la representa con una trompeta y un libro abierto. Clío preside el amor a la gloria. También preside la adivinación oracular y el arte de pulsar la cítara. Clío fue la madre de Himeneo, Reso, Jacinto y Yálemo. |
| Erató Ἐρατώ, ‘La deliciosa’                 | Musa de la lírica coraly de la amorosa o erótica. O bien es la inventora de la poesía. Es representada coronada con rosas y portando cítara. Erató elimina del deseo sexual los elementos incontrolados y abusivos y lo convierte en afecto y fidelidad. Erató es la inventora de los himnos, de la danza, maneja la lira y enseña geometría. Erató fue la madre de Cleofeme, la esposa de Flegias y de Támiris.                                                                  |
| Euterpe Εὐτέρπη, ‘La muy encantadora’       | Musa del arte de tocar la flautay de la poesía cantada. Se la representaba coronada de flores. A Euterpe se le asigna el estudio de la Naturaleza. Es la inventora de la tragedia (o al menos de los coros trágicos), de la flauta y de las matemáticas. Euterpe fue la madre de Reso. |
| Melpómene Μελπομένη, ‘La que canta’         | Musa e inventora de la tragedia. Se la representa ricamente vestida y portando una máscara trágica como su principal atributo. Melpómene embellece el placer de lo acústico eliminando su atractivo irracional. Es la inventora del bárbito, de la oda o poesía lírica, de la épica y de la tragedia. Melpómene fue la madre de las sirenas. |
| Polimnia Πολυμνία, ‘La de variados himnos’  | Musa de la pantomima, los cantos sagrados y la poesía sacra (himnos). Inventora de la geometría. Se la representaba vestida de blanco. Polimnia corresponde al afán de saber. Inventó la danza y la armonía, la retórica y la lira. «Habla con la mano y el gesto», lo que quiere decir la pantomima o ballet. Polimnia es la madre de Triptólemo y Orfeo. |
| Talía Θάλεια o Θαλία, ‘La festiva’          | Musa e inventora de la comedia y de la poesía bucólica. Talía hace que el deseo de la comida y la bebida se convierta, de salvaje e inhumano, en algo adecuado a la convivencia social. Inventó la agricultura y la botánica. Talía es la madre de los coribantes. |
| Terpsícore Τερψιχόρη, ‘La que ama la danza’ | Musa de la poesía ligera, la danzay el coro en el teatro. Es representada con guirnaldas. Terpsícore embellece el placer visual eliminando su atractivo irracional. A ella se le debe la flauta, inventó el arte de tocar la cítara y la educación. Terpsícore es la madre de las sirenas, de Himeneo de Lino, de Reso, y del rey tracio Bistón, epónimo de los bistones. |
| Urania Οὐρανία, ‘La celestial’              | Musa de la astronomíay de la poesía didáctica o de enseñanza. Se la representa portando un globo terráqueo, que mide con un compás. Urania es la madre de Lino e Himeneo. |

Homero nombra unas veces a una Musa (singular) y otras a unas musas (plural), pero solo una vez dice que eran nueve. Sin embargo, no menciona ninguno de sus nombres. 

Las nueve musas
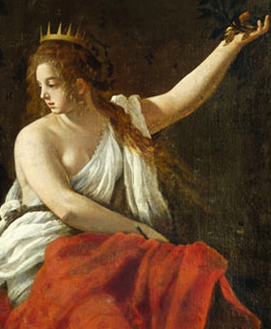
Calíope
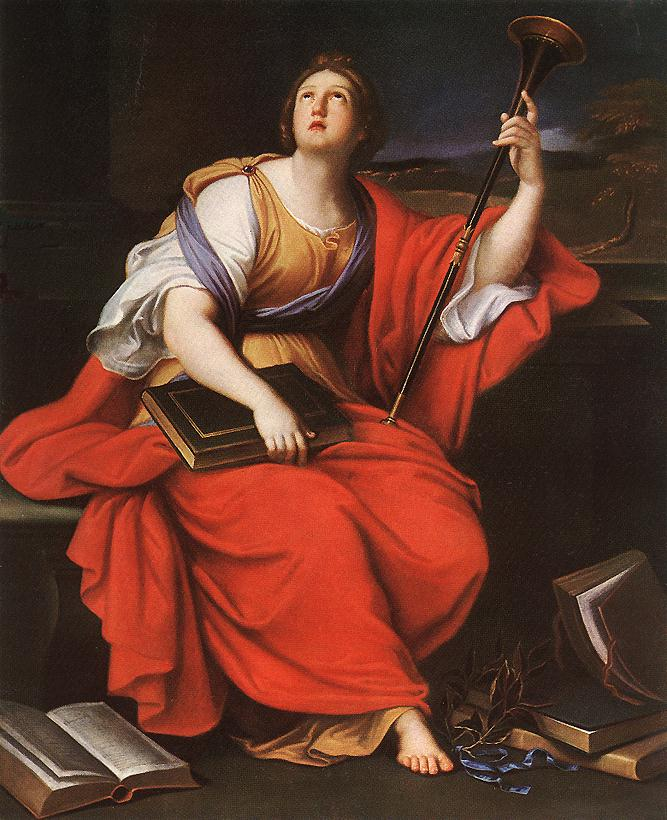
Clío
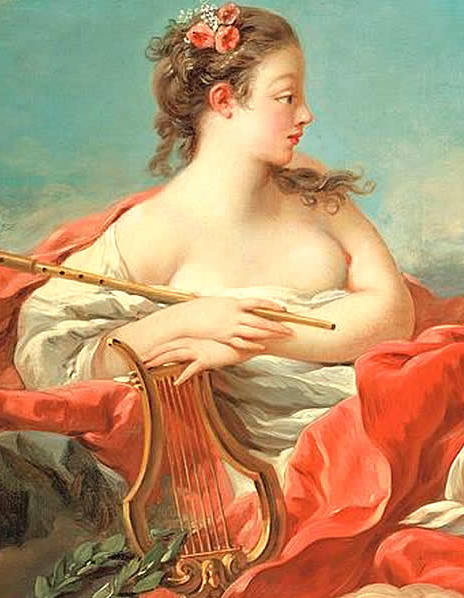
Erató
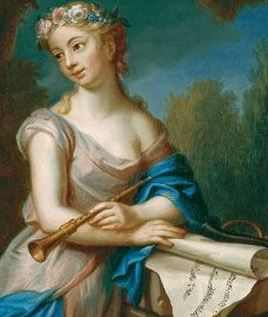
Euterpe
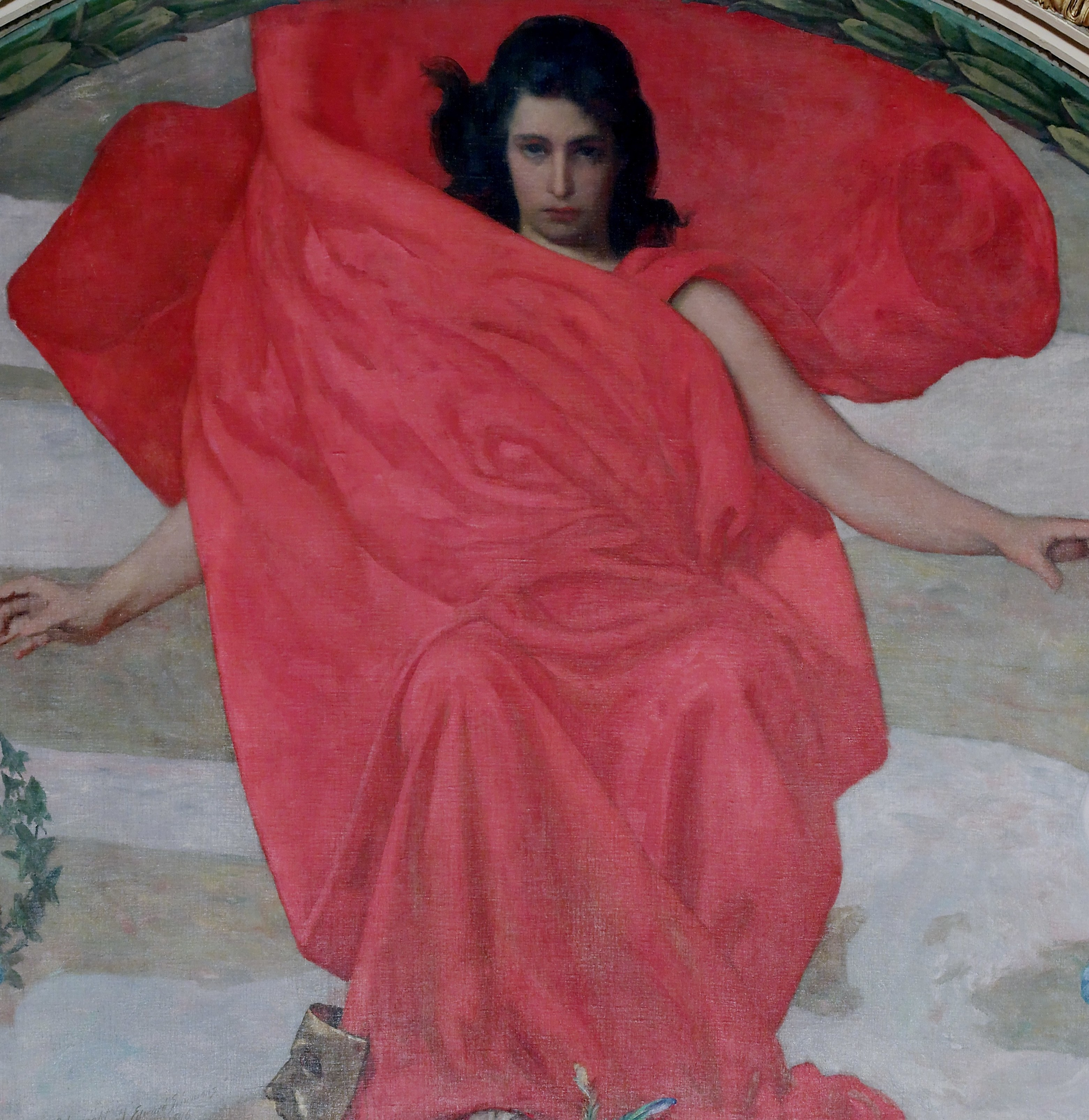
Melpómene
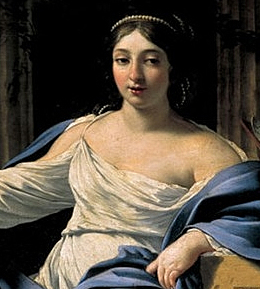
Polimnia
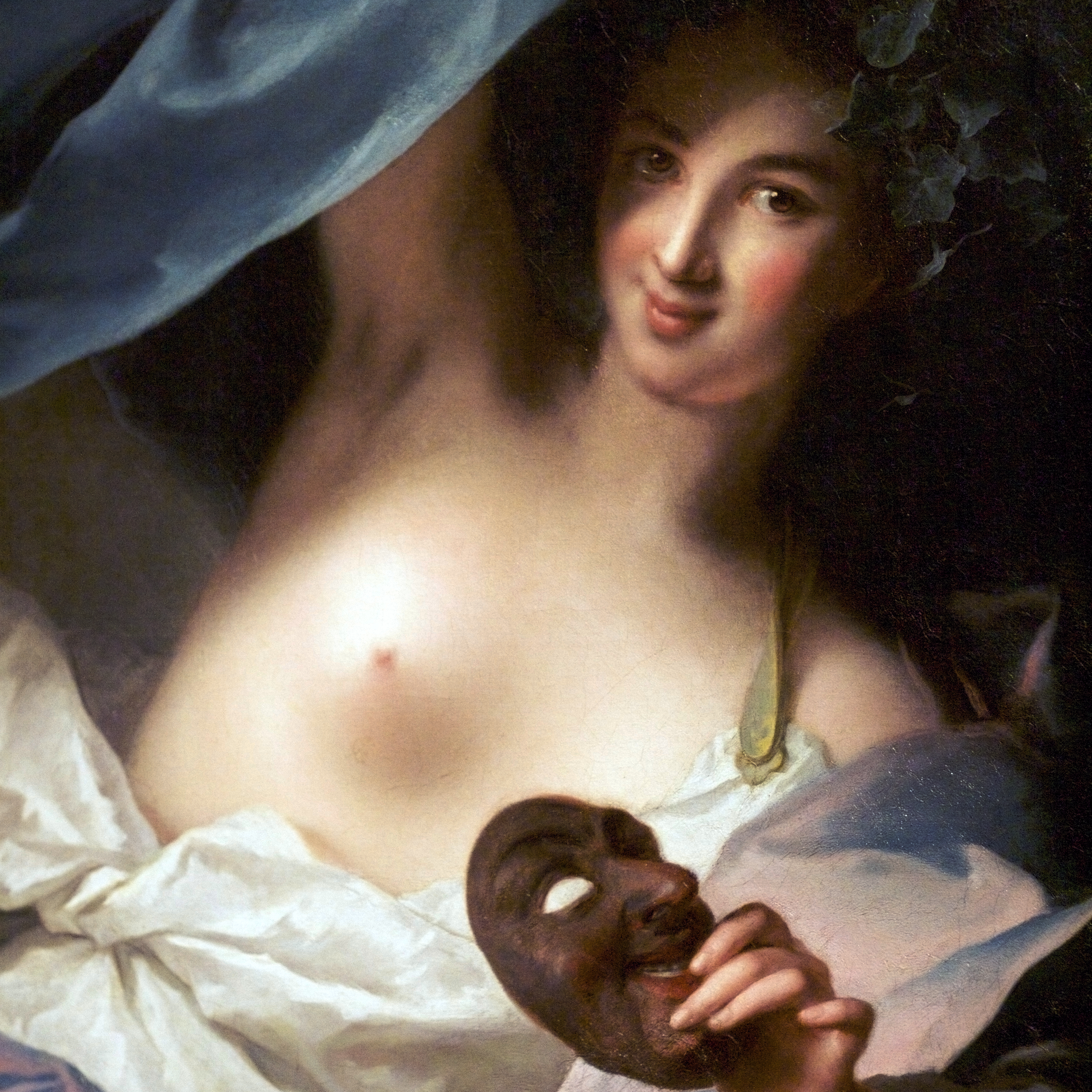
Talía
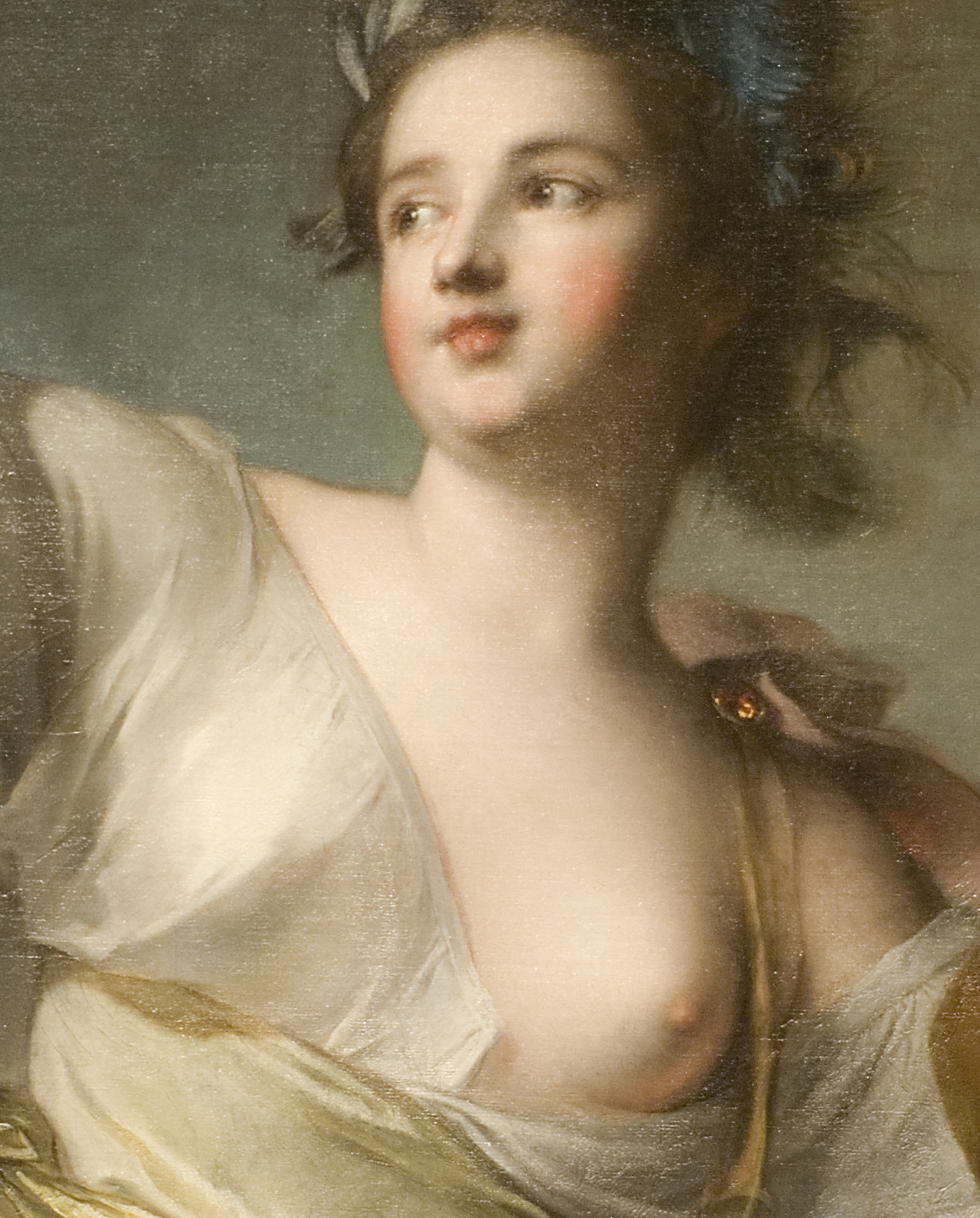
Terpsícore
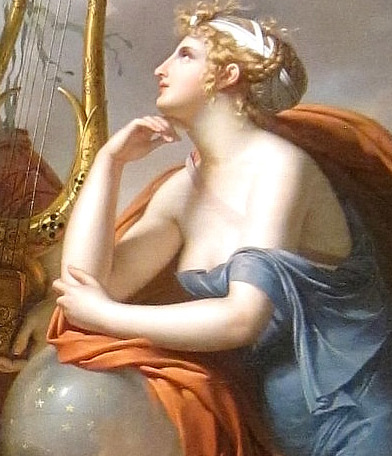
Urania

## Genealogía

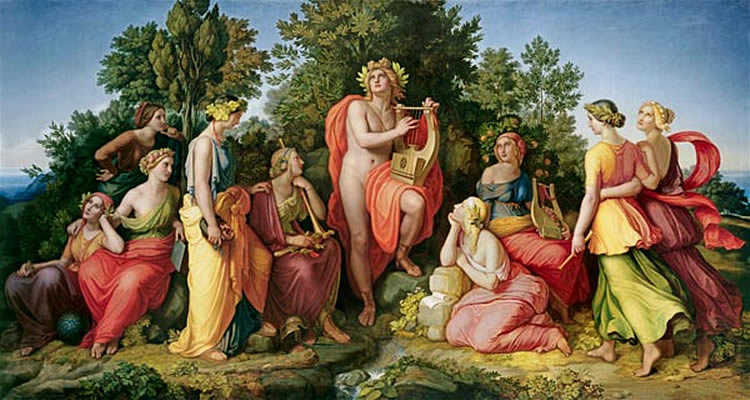
Apolo y las musas, (Neue Pinakothek, Múnich)

La genealogía de las musas no es la misma en todas las fuentes. La noción más común es que eran hijas de Zeus, rey de los olímpicos, y Mnemósine, diosa de la memoria, y que nacieron en Pieria (Tracia), al pie del monte Olimpo, por lo que a veces se les llamaba Piérides, pero algunos autores como Alcmán, Mimnermo y Praxila las consideraban más primordiales, hijas de Urano y Gea. Pausanias explica que había dos generaciones de musas, siendo las primeras y más antiguas hijas de Urano y Gea y las segundas de Zeus y Mnemósine.
Otras versiones afirmaban que eran hijas de Píero y una ninfa de Pimplea (por lo que a veces se les llama Pimpleas o Pimpleides) a la que Cicerón llama Antíope. Otros las refieren como hijas de Apolo sin especificar la consorte, o bien de Zeus y Plusia; de Zeus y Moneta, probablemente una simple traducción de Mnemósine o Mneme, de donde son llamadas Mnemónides. También se las describen como hijas de Zeus y Minerva.
Mimnermo, que compuso versos elegíacos referentes a la batalla de los esmirneos con Giges y los lidios, dice en el proemio que las musas más antiguas fueron hijas de Urano y otras más jóvenes que éstas hijas de Zeus. El río Termeso corre junto al Helicón, yendo por el camino directo hacia el bosque sagrado hay un retrato de Eufeme esculpido en una piedra. Dicen que Eufeme era la nodriza de las musas. Clemente alega que las musas en realidad eran sirvientas misias de Megaclo, la hija de Macar, y que las llamó moisas en dialecto eolio.

## Recopilación de nombres

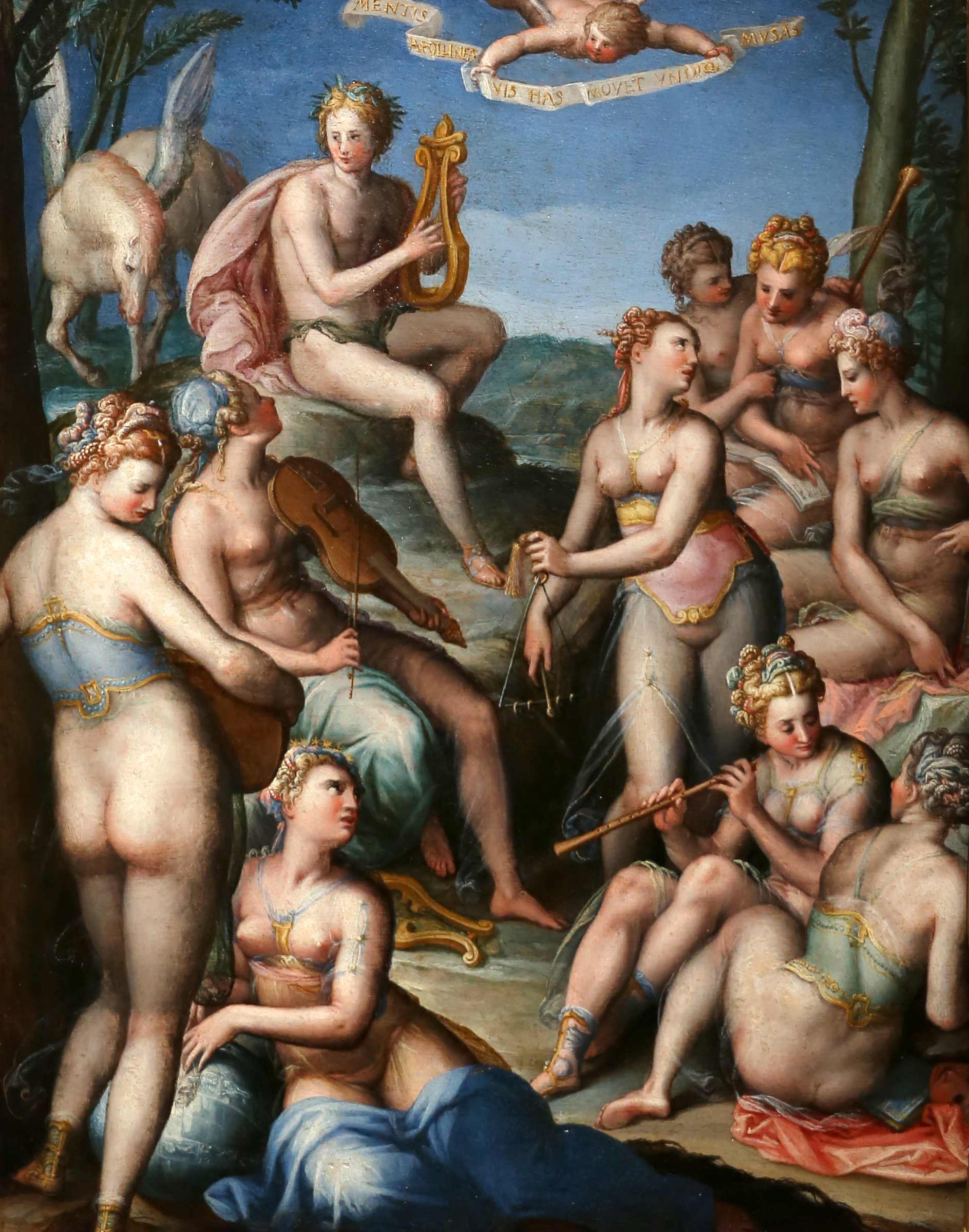
Apolo y las musas (Museo Borgogna)

Esta es una lista de todos los nombres individuales que los poetas nos han legado de las musas: 

Aede, Aqueloide, Arque, Asopo, Boristénide, Calícore, Calíope, Cefiso, Clío, Día, Enope, Erató, Eucélade, Eunice, Euterpe, Hélice, Heptápora, Hípate, Melpómene, Mélete, Mese, Mneme, Nete, Nilo, Polimatía, Polimnia, Rodía, Talía, Telxínoe, Terpsícore, Tipoplo, Tritone y Urania.

y estas son las fuentes de donde proceden los nombres adicionales:
- Por Pausanias sabemos que originalmente se adoraba a tres musas en el monte Helicón en Beocia: Meletea o Mélete (‘meditación’), Mnemea o Mneme (‘memoria’) y Aedea o Aede (‘canto’, ‘voz’). Se decía que su culto y nombres habían sido introducidos por vez primera por Efialtes y Oto. Juntas formaban el retrato completo de las precondiciones para el arte poético en las prácticas religiosas. Dicen que Píero de Macedonia vino a Tespias y estableció nueve musas y les cambió sus nombres, poniéndoles los actuales.[41]

- Plutarco nos dice que «Polimnia se ocupa del amor al saber y de la buena memoria del alma, por lo cual también los sicionios de las tres musas a una la llaman Polimatía» —esto es, «que posee muchos conocimientos»—.[42]
- El mismo autor dice que los delfios «disponen conforme a razones armónicas, de cada una de las cuales una musa es su guardiana, de la primera Hípate, de la última Neate, y de la de en medio Mese, que agrupa al tiempo y reúne, como le es posible, lo mortal con lo divino y lo terrestre con lo celeste». Estos nombres eran idénticos a los de las tres cuerdas de la lira.[43]
- Tzetzes narra, sucintamente, que «Eumelo de Corinto dice que son tres las musas hijas de Apolo: Cefiso, Aqueloide y Boristénide»; obviamente estos nombres se derivan de ríos (Cefiso, Aqueloo y Borístenes)[36]

- Tradiciones tardías modificaron su número de nuevo. Cicerón alega que las primeras musas eran cuatro, nacidas del segundo Júpiter (Zeus): Telxínoe (‘deleite del corazón’), Arque (‘comienzo’), Aede y Mélete; las segundas eran nueve, procreadas del tercer Júpiter y de Mnemósine; las terceras, a las que suelen llamar los poetas Piérides o Pierias, son las nacidas de Píero y de Antíope, con los mismos nombres y en el mismo número que las inmediatamente anteriores.[35] Otros dicen que Zeus y una tal Plusia fueron los padres de las cuatro musas antes citadas por Cicerón.[34]
- Otros más dicen que son siete en número, hijas de Píero y una ninfa de Pimplea (llamada Antíope por Cicerón): Nilo (Νειλώ), Tritone (Τριτώνη), Asopo (Ἀσωπώ), Heptápora (Ἑπτάπορα), Aqueloide, Tipoplo (Τιποπλώ) y Rodía (Ῥοδία); estos nombres corresponden a formas femeninas de ríos y dioses acuáticos.[34]
- Finalmente también se citarán otros nombres en un escolio: Calícore (Καλλιχόρη), Hélice (Ελίκη), Eunice (Εὐνίκη), Telxínoe (Θελξινόη), Terpsícore (Τερψιχόρη), Euterpe (Εὐτέρπη), Eucélade (Εὐκελάδη), Día (∆ῖα) y Enope (Ενόπη);[18] como curiosidad algunas de ellas dieron sus nombres para denominar algunos satélites de Júpiter.

## Representaciones artísticas
En las obras de arte más antiguas se encuentran sólo tres musas y sus atributos son instrumentos musicales, tales como la flauta, la lira o el barbitón.
En el arte romano, renacentista y neoclásico, cada una de las nueve musas recibían al ser representadas en esculturas o pinturas atributos y aptitudes diferentes, en función de la disciplina artística o científica con la que eran asociadas, lo que permitía distinguirlas.
En algunas representaciones las musas aparecen con plumas sobre sus cabezas, aludiendo a la competición con las Sirenas. También aparecían en ocasiones acompañadas de Apolo.

## Mitos

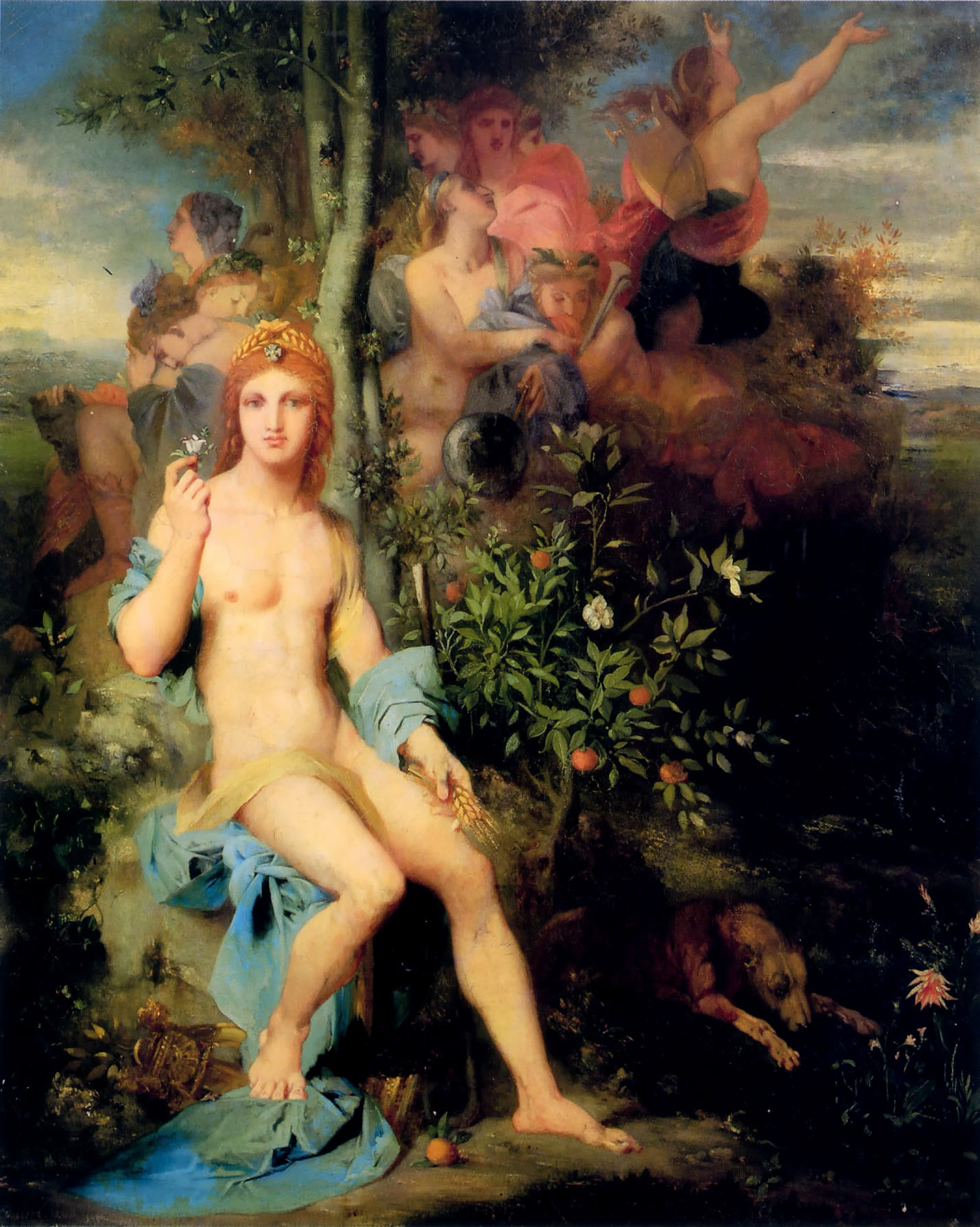
Apolo y las Nueve musas (G, Moreau)

En los poemas homéricos se considera a las musas diosas de la música y la poesía que viven en el Olimpo. Allí cantan alegres canciones en las comidas de los dioses, y en el funeral de Patroclo cantaron lamentos. De la estrecha relación existente en Grecia entre la música, la poesía y la danza puede también inferirse que una de las ocupaciones de las musas era el baile. Como se las adoraba en el monte Helicón eran naturalmente asociadas con Dioniso y la poesía dramática, y por esto eran descritas como sus acompañantes, compañeras de juego o niñeras.
El poder que se les atribuye con más frecuencia es el de traer a la mente del poeta mortal los sucesos que ha de relatar, así como otorgarle el don del canto y dar elegancia a lo que recita. No hay razón para dudar de que los poetas más antiguos eran sinceros en su invocación a las musas y que realmente se creían inspirados por ellas, pero en épocas posteriores, al igual que en la actualidad, tal invocación es una mera imitación. (Véase «Funciones en la literatura» más adelante). 
Al ser diosas del canto, están naturalmente relacionadas con Apolo, el dios de la lira, quien también instruía a los bardos y era mencionado junto a ellas incluso por Homero. En épocas posteriores Apolo es situado en muy estrecha relación con ellas, pues se le describe como jefe del coro de las musas con el epíteto Musageta (Μουσαγέτης).
Otra característica más de las musas es su poder profético, que les pertenece en parte porque eran consideradas como ninfas inspiradoras y en parte por su relación con Apolo, el dios profético de Delfos. De ahí que instruyeran, por ejemplo, a Aristeo en el arte de la profecía.
Como los poetas y los bardos obtenían su poder de las musas, y aunque la idea más general es que, como las demás ninfas, eran divinidades virginales, algunos eran con frecuencia llamados sus discípulos o hijos. Se dice que Apolo fue padre, con una de las «madres celestes (las musas)», de Lino («canto de lamento»), Himeneo («canto nupcial») y Yálemo («canción de suma tristeza»); cada uno fue hijo de una musa diferente pero sus identidades no se han conservado. Otros aedos y cantores célebres que resultaron ser hijos de alguna de las musas fueron Orfeo, Homero o las sirenas.

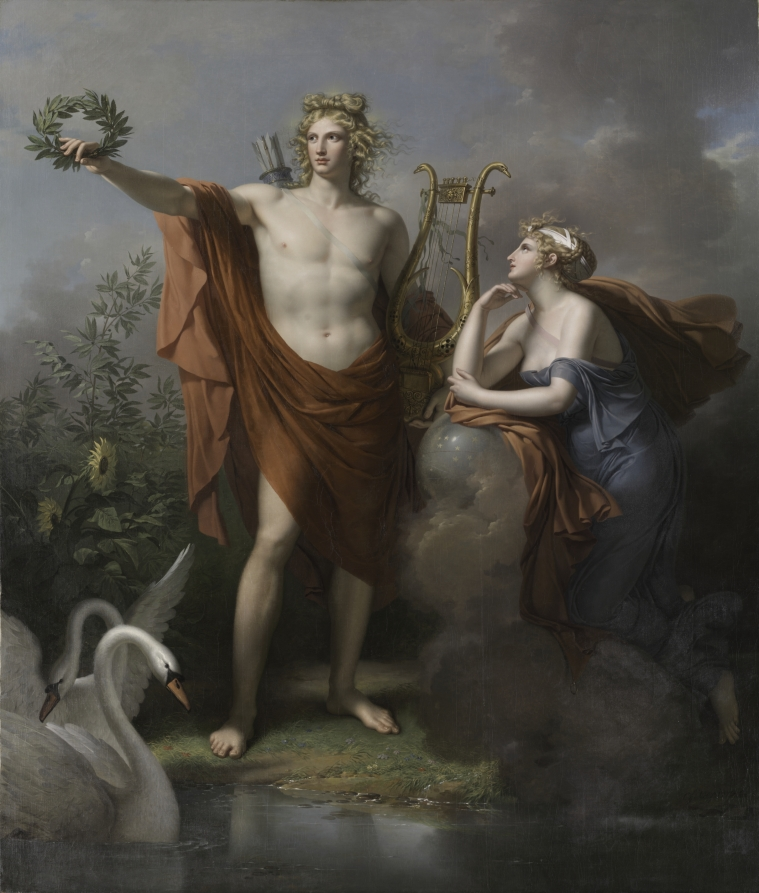
Fresco intitulado Apolo. dios de la luz, elocuencia, poesía, y la bellas artes, con Urania, musa de la astronomía (Museo de Arte de Cleveland)

Aunque las musas no tienen ciclo legendario propio, sí se les atribuyen algunos mitos menores:
- Marsias era un pastor frigio (en otras versiones, un sátiro) que desafió a Apolo a un concurso de música. Había encontrado un aulós inventado por Atenea que esta había tirado porque le hacía hinchar sus mejillas. Apolo tocó su lira y Marsias esta flauta, y ambos lo hicieron tan bien que ni Midas, al que habían invitado como juez, ni las musas pudieron decretar un vencedor. Entonces Apolo retó a Marsias a tocar el instrumento del revés: él giró su lira y tocó, pero el aulos no podía tocarse del revés. Entonces las musas declararon vencedor a Apolo, pero Midas objetó contra este veredicto. Las musas estaban en mayoría y se negaron a ceder. Apolo, para castigar a Marsias por su soberbia y audacia al retar a un dios, le ató a un árbol y lo desolló vivo, dando su sangre origen al río Marsias (en otras versiones, los faunos, los sátiros y las dríades le lloraron tanto que fueron sus lágrimas las que engendraron el río). Seguidamente tocó la cabeza de Midas y las orejas de este crecieron hasta ser como las de un burro.[46]
- Las Piérides (Πιερίδες) eran nueve doncellas hijas del rey Píero de Pieria, en Tracia, muy hábiles en el arte del canto que, orgullosas de su talento, desafiaron a las musas. Las ninfas del Parnaso fueron nombradas como jueces, y como era de esperar fallaron a favor de las musas. Estas castigaron a las Piérides transformándolas en urracas, tornando así sus voces en graznidos.[47]
- Emulando el mito anterior, Antonino Liberal llama a las muchachas como las Emátides (Ἠμαθίδες). Estas formaron un coro para competir contra las musas en un concurso de canto en el monte Helicón. Se dice que por haberse atrevido a rivalizar contra las diosas, las nueve Emátides fueron convertidas, por la cólera de las musas, en nueve tipos de pájaros cantores diferentes (algunos de ellos no identificados), a saber: somormujo, torcecuello, kenkrís, urraca, verderón, jilguero, pato, picoverde y drakontis.[48]
- Tras ser asesinado por Dioniso, las musas recogieron los trozos del cadáver de Orfeo, hijo de Calíope, y los enterraron al pie del sagrado monte Olimpo, donde se dice desde entonces que los ruiseñores cantan con más dulzura que en ningún otro lugar.[49]
- Támiris, hijo de Filamón, fue el primero en enamorarse de varones. Támiris, notable por su hermosura y por su destreza con la cítara, rivalizó con las musas en un certamen lírico, conviniendo que si triunfaba podría yacer con todas, pero si era vencido le quitarían lo que ellas quisieran; al resultar ganadoras las musas, lo privaron de la vista y del arte musical.[50]
- Las Sirenas, que igualmente se atrevieron a competir con ellas, fueron privadas de las plumas de sus alas, que las propias musas se pusieron como adorno.[51]

## Funciones en la sociedad
La palabra griega mousa es un sustantivo común además de un tipo de diosa: significa literalmente ‘canción’ o ‘poema’. La palabra deriva probablemente de la raíz indoeuropea *men-, que es también el origen del griego Mnemósine, del latín Minerva, y de las palabras castellanas mente y museo. O, alternativamente, de *mont-, ‘montaña’, debido a su residencia en el monte Helicón, que es menos probable en significado, pero más probable lingüísticamente. 
Las musas eran por tanto las personificaciones y las patrocinadoras de las representaciones de discursos en verso o mousike (de donde proviene «música»), ‘arte de las musas’. En el periodo arcaico, antes de que los libros estuviesen ampliamente disponibles, esto incluía casi todas las formas de enseñanza: el primer libro griego de astronomía, escrito por Tales de Mileto, estaba compuesto en hexámetros dactílicos, igual que muchas otras obras de la filosofía presocrática. Tanto Platón como los pitagóricos incluían explícitamente la filosofía como un subgénero de mousike. Heródoto, cuyo principal medio de expresión era la recitación pública, llamó a cada uno de los nueve libros de sus Historias con el nombre de una musa diferente.
Para el poeta y legislador Solón, las musas era «la clave de la buena vida», pues traían tanto la prosperidad como la amistad. Solón buscó la perpetuación de sus reformas políticas a través del establecimiento de la declamación de su poesía (completada con invocaciones a sus musas prácticas) por parte de chicos atenienses en los festivales de cada año.

## Funciones en la literatura

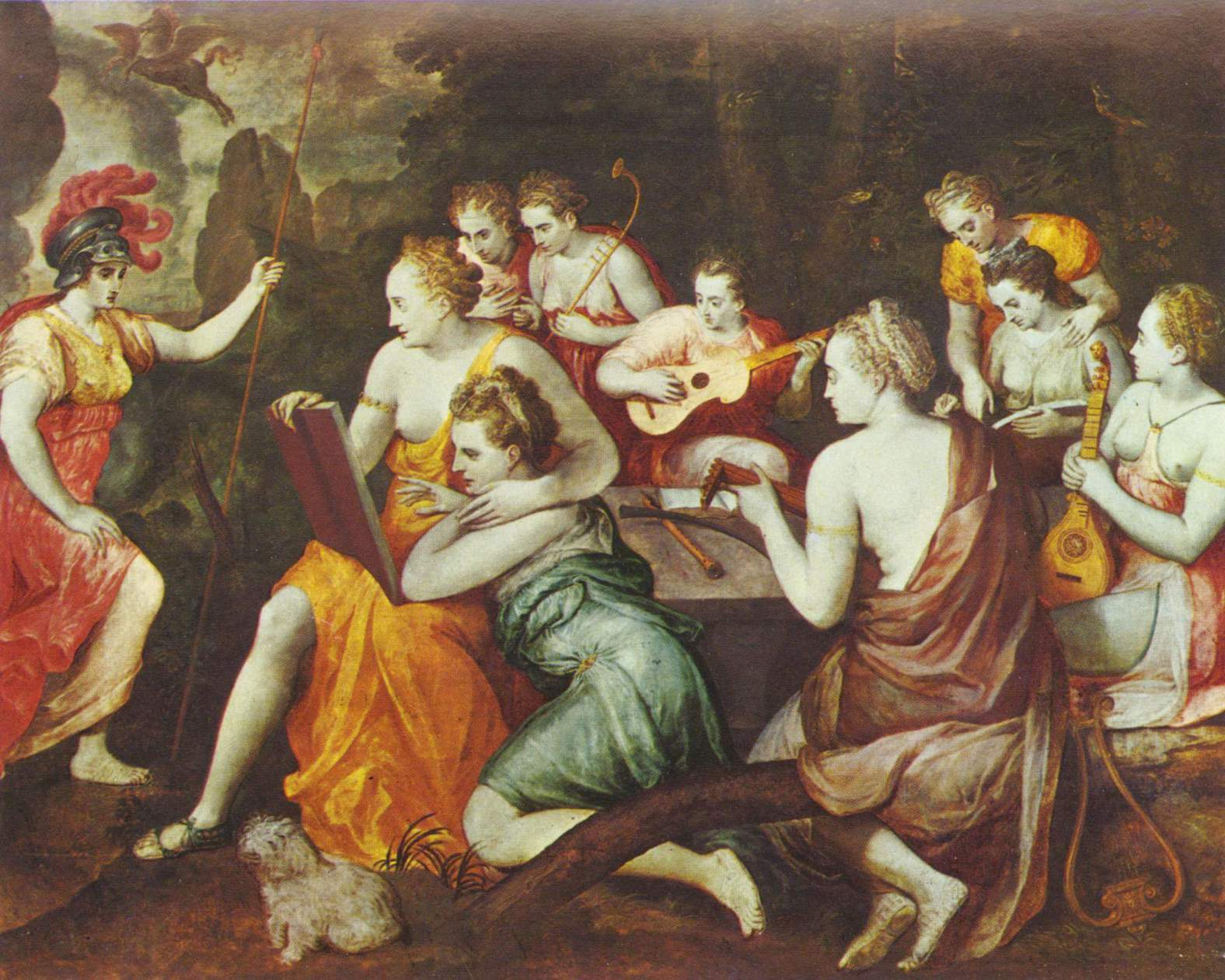
Atenea junto a las musas, de Frans Floris (c. 1560).

Las musas son invocadas típicamente al principio, o cerca, de un poema épico o historia clásica griega. Servían de ayuda a un autor, o como auténtico orador del que el autor no era más que la voz. Originalmente la invocación a las musas era una indicación de que el orador se movía en la tradición poética, de acuerdo a las fórmulas establecidas.
Algunos ejemplos clásicos son:

Comencemos nuestro canto por las Musas Heliconíadas, que habitan la montaña grande y divina del Helicón, donde forman bellos y deliciosos coros en la cumbre, lanzando al viento su maravillosa voz, con himnos a Zeus, portador de la égida, a Hera, a Atenea, a Apolo, a Artemisa, a Poseidón,a Afrodita, y a la restante estirpe sagrada de sempiternos inmortales. Este mensaje a mi, en primer lugar, me dirigieron las diosas, las Musas Olímpicas, hijas nacidas del poderoso Zeus: Clío, Euterpe, Talía, Melpómene, Terpsícore, Erató, Polimnia, Urania y Calíope (...) ¡Tan sagrado es el don de las Musas para los hombres! ¡Salud, hijas de Zeus! Otorgadme el hechizo de vuestro canto.
Hesíodo, Teogonía, siglo VII-VIII a. C.

Cuéntame, Musa, la historia del hombre de muchos senderos,
que, después de destruir la sacra ciudad de Troya,
anduvo peregrinando larguísimo tiempo
Homero, Odisea I

Cuéntame, Musa, las causas; ofendido qué numen
o dolida por qué la reina de los dioses a sufrir tantas penas
empujó a un hombre de insigne piedad, a hacer frente
a tanta fatiga. ¿Tan grande es la ira del corazón de los dioses?
Virgilio, Eneida I

¡Oh musas, oh altos genios, ayudadme!
¡Oh memoria que apunta lo que vi,
ahora se verá tu auténtica nobleza!
Dante, La Divina Comedia, Infierno II

Canta, celeste Musa, la primera desobediencia del hombre. Y el fruto de aquel árbol prohibido cuyo funesto manjar trajo la muerte al mundo y todos nuestros males con la pérdida del Edén, hasta que un Hombre, más grande, reconquistó para nosotros la mansión bienaventurada
John Milton, El paraíso perdido I

Quién me diera una musa de fuego que os transporte al cielo más brillante de la imaginación; príncipes por actores, un reino por teatro, y reyes que contemplen esta escena pomposa
William Shakespeare, prólogo de Enrique V

Estas que me dictó rimas sonoras, culta sí, aunque bucólica, Talía
Luis de Góngora, primeros versos de la Fábula de Polifemo y Galatea

## Culto de las musas

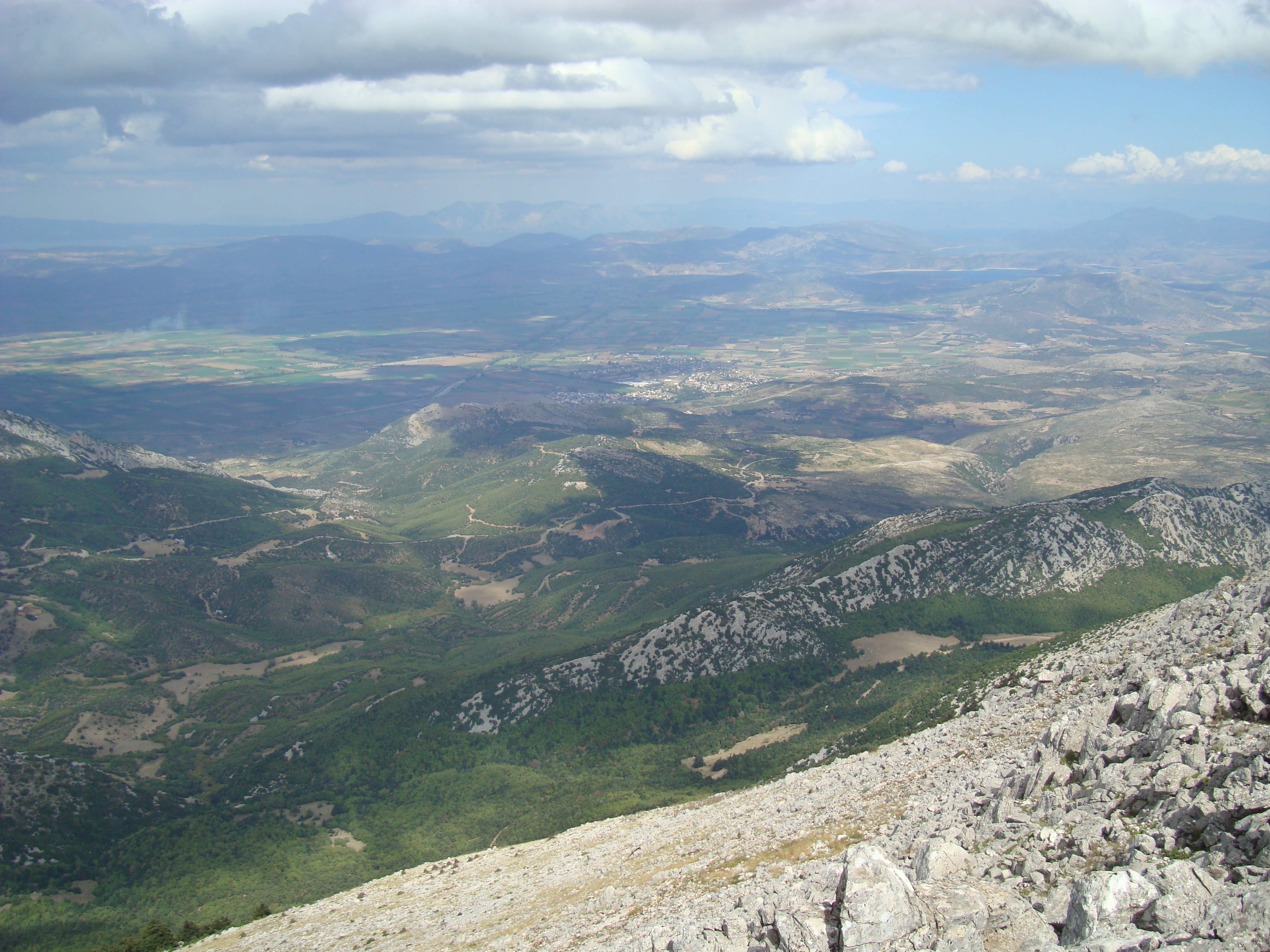
El Valle de las musas visto desde el monte Helicón.

La adoración de las musas señala originalmente a Tracia y Pieria sobre el monte Olimpo, desde donde fue introducido a Beocia, de tal forma que los nombres de las montañas, grutas y fuentes relacionados con su culto fueron igualmente transferidos del norte al sur. Cerca del monte Helicón, se decía que Efialtes y Oto (los Alóadas) les ofrecieron los primeros sacrificios, y en el mismo lugar había un santuario con sus estatuas, las fuentes Hipocrene y Aganipe (por la que a veces eran llamadas Aganípedas), y sobre el monte Leibethrion, que está relacionado con el Helicón, había una gruta consagrada a ellas. Se decía que Píero, un macedonio, fue uno de los primeros en introducir la adoración a las nueve musas desde Tracia a Tespias, al pie del Helicón. Allí había un templo y estatuas, y los tespios celebraban un solemne festival de las musas en el Helicón, llamado Museia (Μουσεῖα). El monte Parnaso estaba de igual forma consagrado a ellas, con la fuente de Castalia, cerca de la cual tenían un templo, y la cueva Coricia, por las que eran a veces llamadas Castálidas, Corícides o Coricianas.
Desde Beocia, que se convirtió por tanto en el centro de adoración de las nueve musas, se extendió más tarde en las regiones adyacentes y más distantes de Grecia. Por esto se encuentra un templo de las musas en la Academia de Atenas; se les ofrecían sacrificios en Esparta antes de ir a la batalla; en Trecén, donde su culto fue introducido por Ardalo, se les ofrecían sacrificios junto con Hipnos, el dios del sueño; en Corinto tenían consagrada la fuente Pirene, la fuente de Pegaso; en Roma tenían un altar en común con Hércules, quien también era considerado un Musageta (Μουσαγέτας) y poseían un templo en Ambracia adornado con sus estatuas.
La adoración a las musas solía estar también relacionado con el culto heroico de poetas: tanto la tumba de Arquíloco en Paros como las de Hesíodo y Tamiris en Beocia albergaban festivales en los que las declamaciones poéticas eran acompañadas de sacrificios a las musas.
Los sacrificios que se les ofrecían consistían en libaciones de agua o leche y de miel. Las diversos epítetos con las que eran designadas por los poetas proceden en su mayor parte de los lugares que les estaban consagrados o en los que eran adoradas, aunque algunos aluden a la dulzura de sus canciones.
Cuando Pitágoras llegó a Crotona, su primer consejo a los crotonienses fue que construyeran un altar a las musas en el centro de la ciudad, para impulsar la armonía cívica y el aprendizaje.
La biblioteca de Alejandría y su círculo de investigadores se formaron alrededor de un Mouseîon (‘museo’ o altar de las musas) cercano a la tumba de Alejandro Magno.
Muchas figuras de la Ilustración buscaron restablecer un «Culto a las musas» en el siglo XVIII. Una famosa logia masónica en el París prerrevolucionario era llamada Les Neuf Sœurs (‘las nueve hermanas’, es decir, las nueve musas), y a ella asistieron Voltaire, Benjamín Franklin, Danton y otros personajes influyentes de la época. Un efecto secundario de este movimiento fue el uso de la palabra museo (originalmente, ‘lugar de culto a las musas’) para referirse a un lugar destinado a la exhibición pública de conocimiento.

## Culto en la actualidad

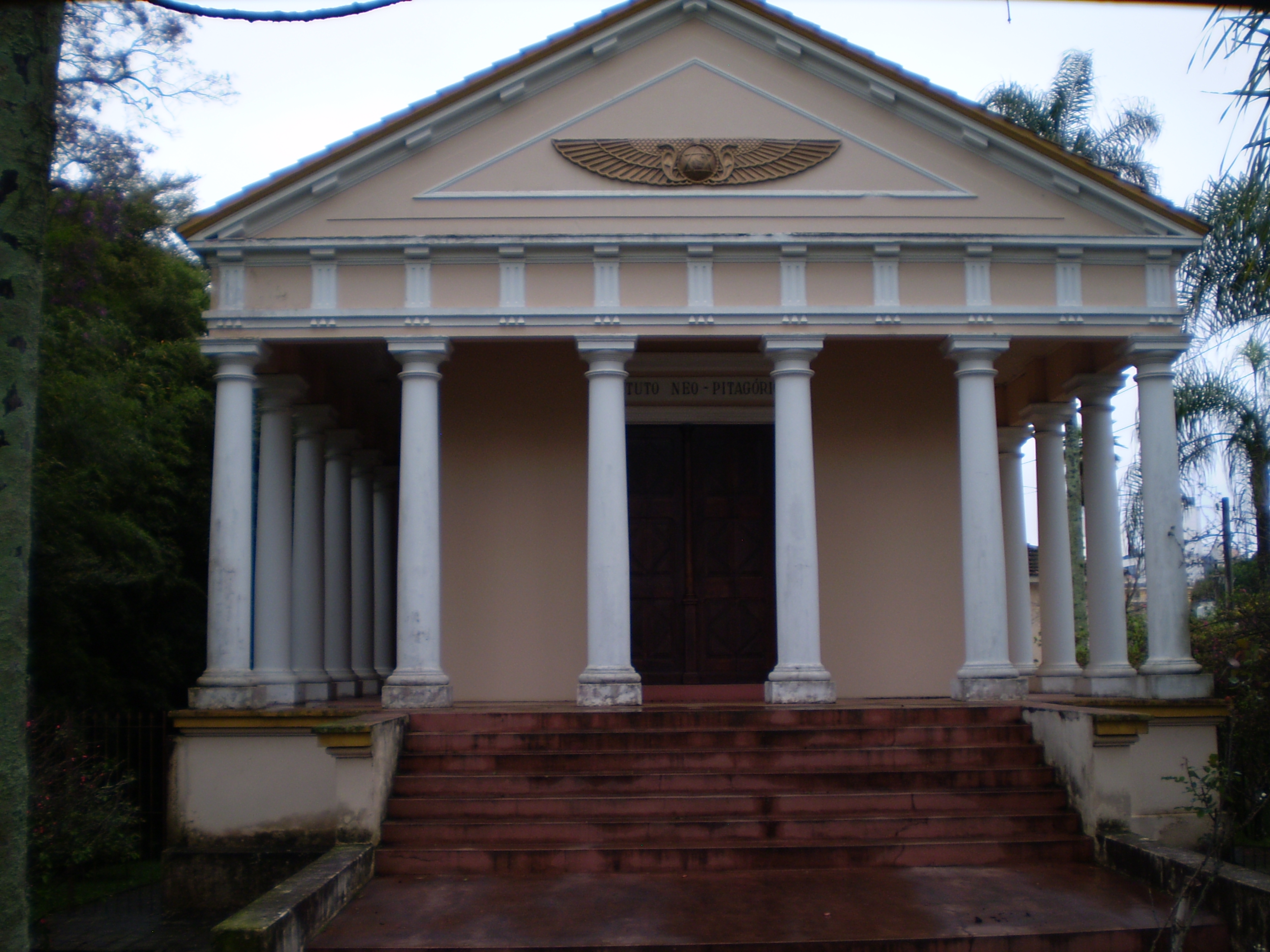
Templo de las musas, Instituto Neopitagórico (Curitiba, Brasil)

Las musas son hoy en día inspiradoras de figuras en fuentes y salas de arte. En los últimos años se ha dado un fenómeno religioso conocido como helenismo, en Grecia y otras partes del mundo, cuyos seguidores practican el culto a las divinidades olímpicas y las escrituras antiguas, como las de Hesíodo y Homero.

## Miscelánea
- Las poetisas Safo de Lesbos y Sor Juana Inés de la Cruz han sido apodadas como la «Décima Musa», en sus respectivas épocas.
- Sor Juana Inés de la Cruz fue una religiosa jerónima y escritora novohispana,[52] quien fue llamada «Fénix de México» y «Décima musa» por don Juan Ignacio de Castoreua y Ursua en el volumen recopilatorio de su obra Fama y Obras póstumas del Fénix de México, décima musa, poetisa americana Sor Juana Inés de la Cruz.[53] Desde entonces Sor Juana es popularmente conocida (o apodada a menudo) como «La décima musa».[54]
- Actualmente, las Ciencias rinden honor a las musas, nombrando a su mayoría en especies de mariposas y plantas.
- La Constitución de 1920 de Gabriele D'Annunzio para el Estado libre de Fiume estaba basado en torno a las 9 musas e invocaba a Energeia (‘energía’) como «la décima Musa».
- En Nueva Orleans (EE. UU.) y Guadalajara (México) hay calles llamadas en honor de las musas.
- Las musas tienen su equivalencia en la mitología romana, «camenas» (aunque estas tenían otro significado).
- El grupo µ's de la franquicia Love Live! encuentra su nombre inspirado en las nueve musas de la mitología griega.
- Extensas listas de videojuegos se inspiraron sobremanera en las musas; un ejemplo destacable de ello es Fortnite, el cual permite utilizar "Skins" que en gran cantidad hacen referencia a las musas.
- El grupo humorístico argentino Les Luthiers creó un hilarante diálogo en el que se confunde a la musa Terpsícore con una fingida «Esther Píscore».[55]

## Las musas en el arte
A lo largo de la historia, las musas han sido objeto de inspiración en pinturas y esculturas, especialmente a partir del Renacimiento, en la pintura mitológica.

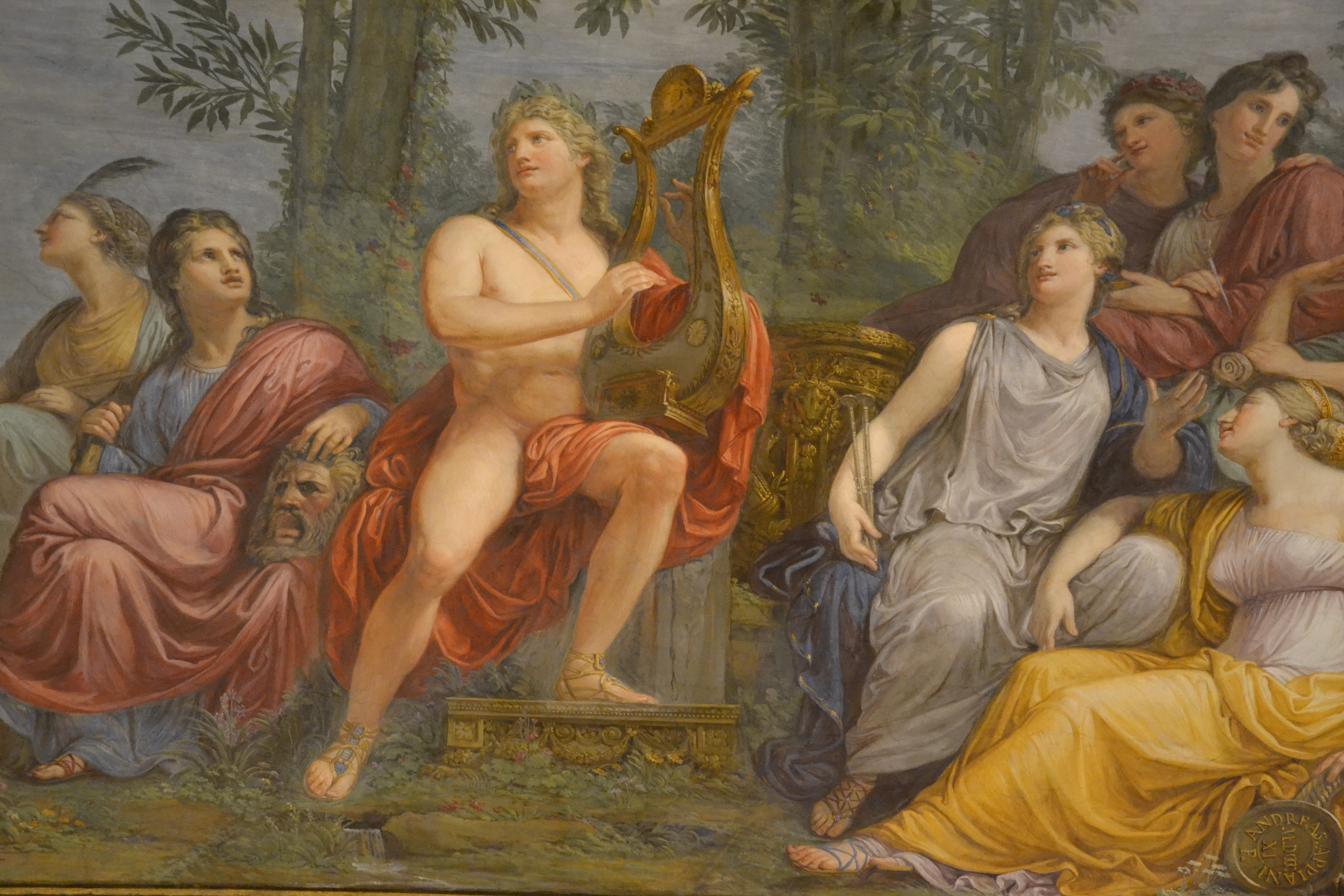
El Parnaso, Apolo y las musas, de Andrea Appiani, 1811.
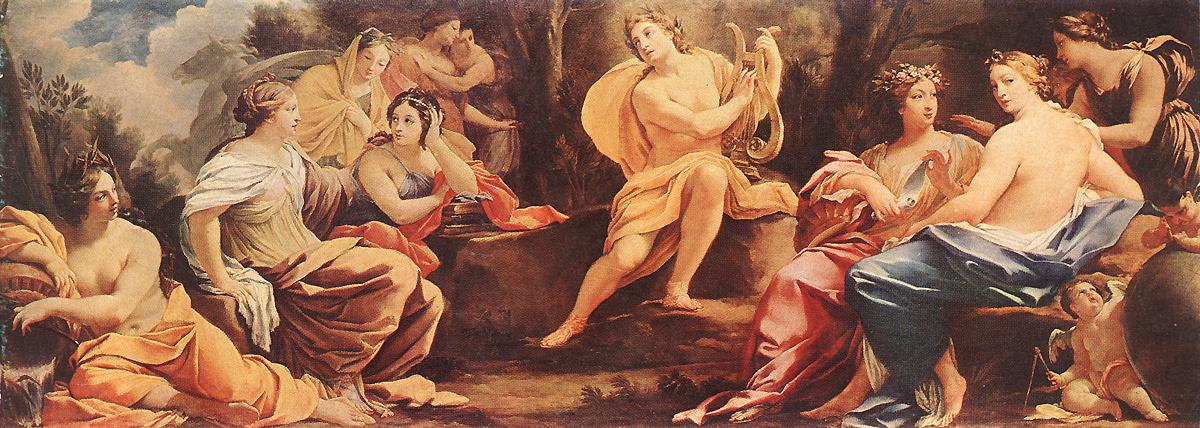
El Parnaso o Apolo y las Musas, de Simon Vouet, ca. 1640.
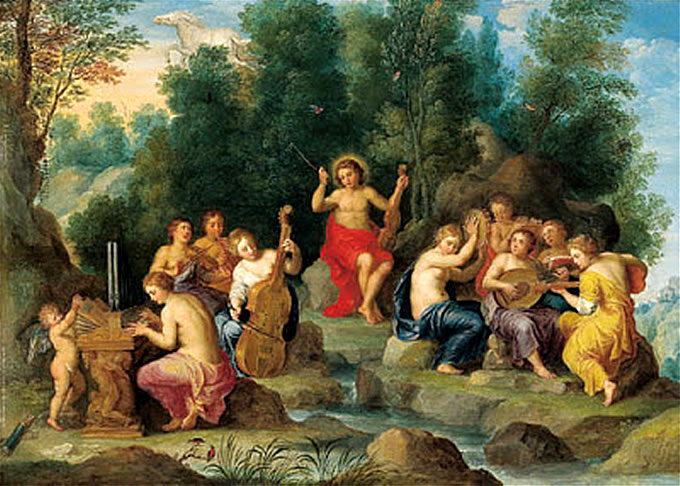
Apolo y las nueve musas en el Monte Helicón, de Jan van Balen, mediados del siglo XVII.

La Sala de las Musas del Museo del Prado reúne un conjunto de ocho esculturas (romanas, copias de un modelo ático y realizadas en dos talleres distintos) procedentes de Villa Adriana (donde habría nueve), que se conocían en la Roma del Renacimiento (las cita Pirro Ligorio) y que en el siglo XVII fueron propiedad de Cristina de Suecia (que mandó restaurarlas de forma completa a Ercole Ferrata). Hay otro grupo de musas, procedente de la Villa de Cassius en Tívoli en los Museos Vaticanos. Estilísticamente, las de Madrid se han identificado, por su pose sedente, como intermedias entre las del segundo cuarto (más dinámicas) y finales del siglo II a. C. (más estáticas).

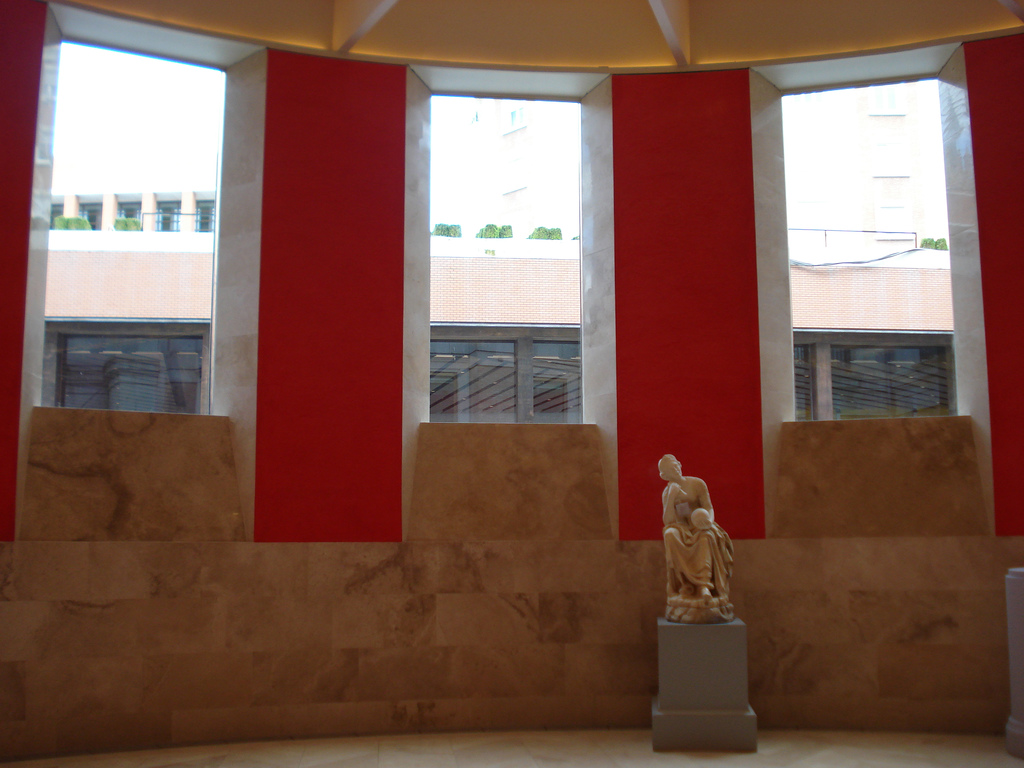
Vista parcial de la Sala de las Musas del Museo del Prado.
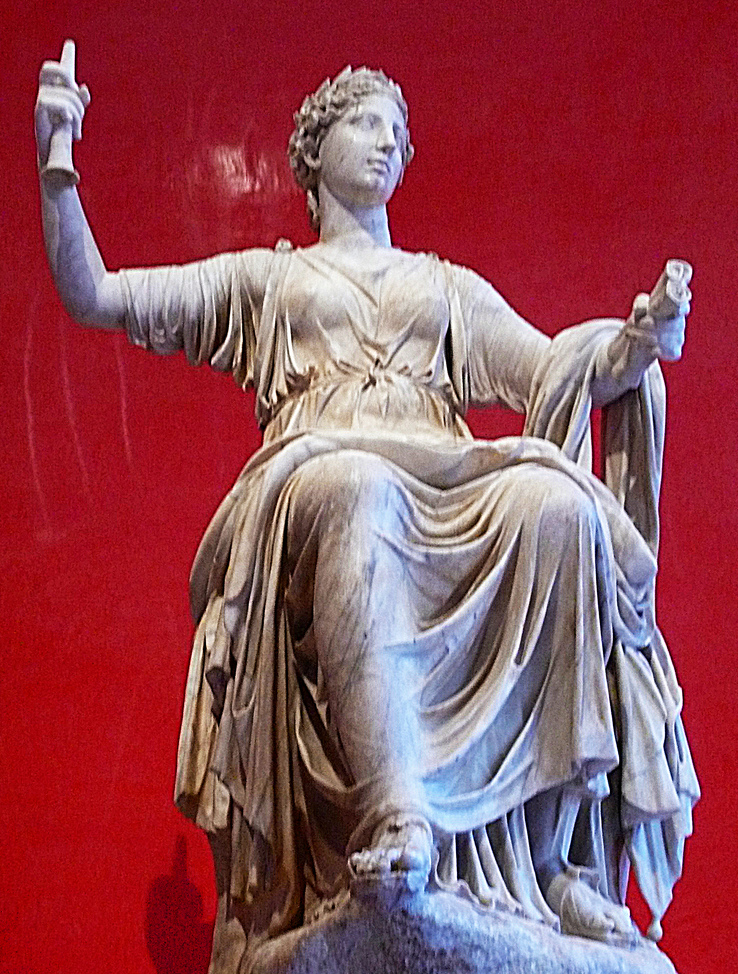
Musa Clío, procedente de Villa Adriana, actualmente en el Museo del Prado.
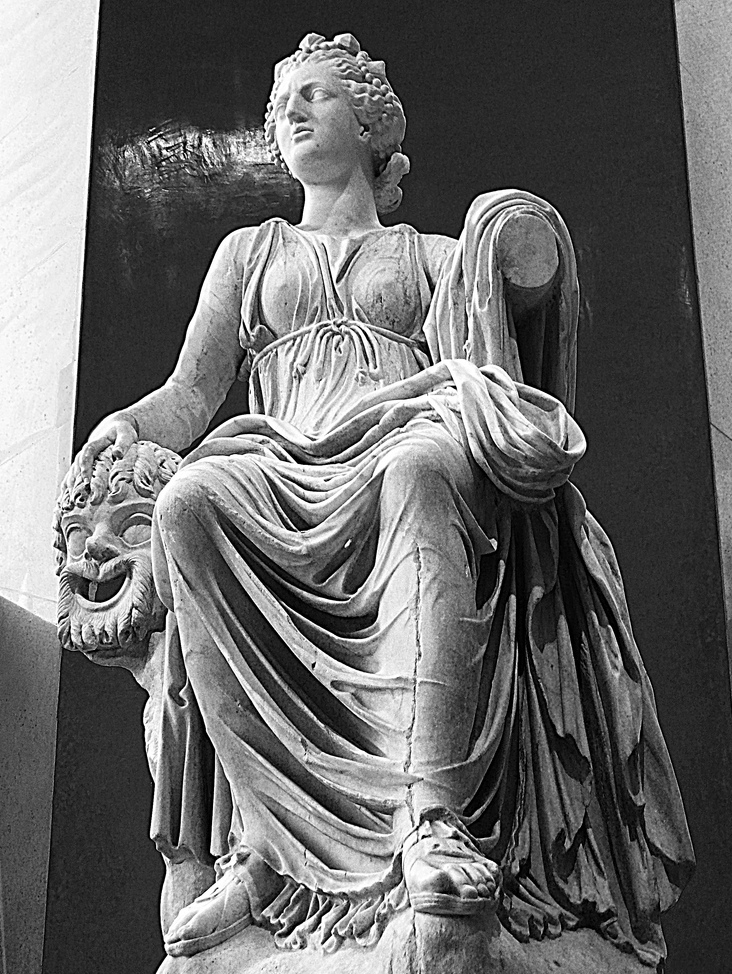
Musa Thalía, procedente de Villa Adriana, actualmente en el Museo del Prado.
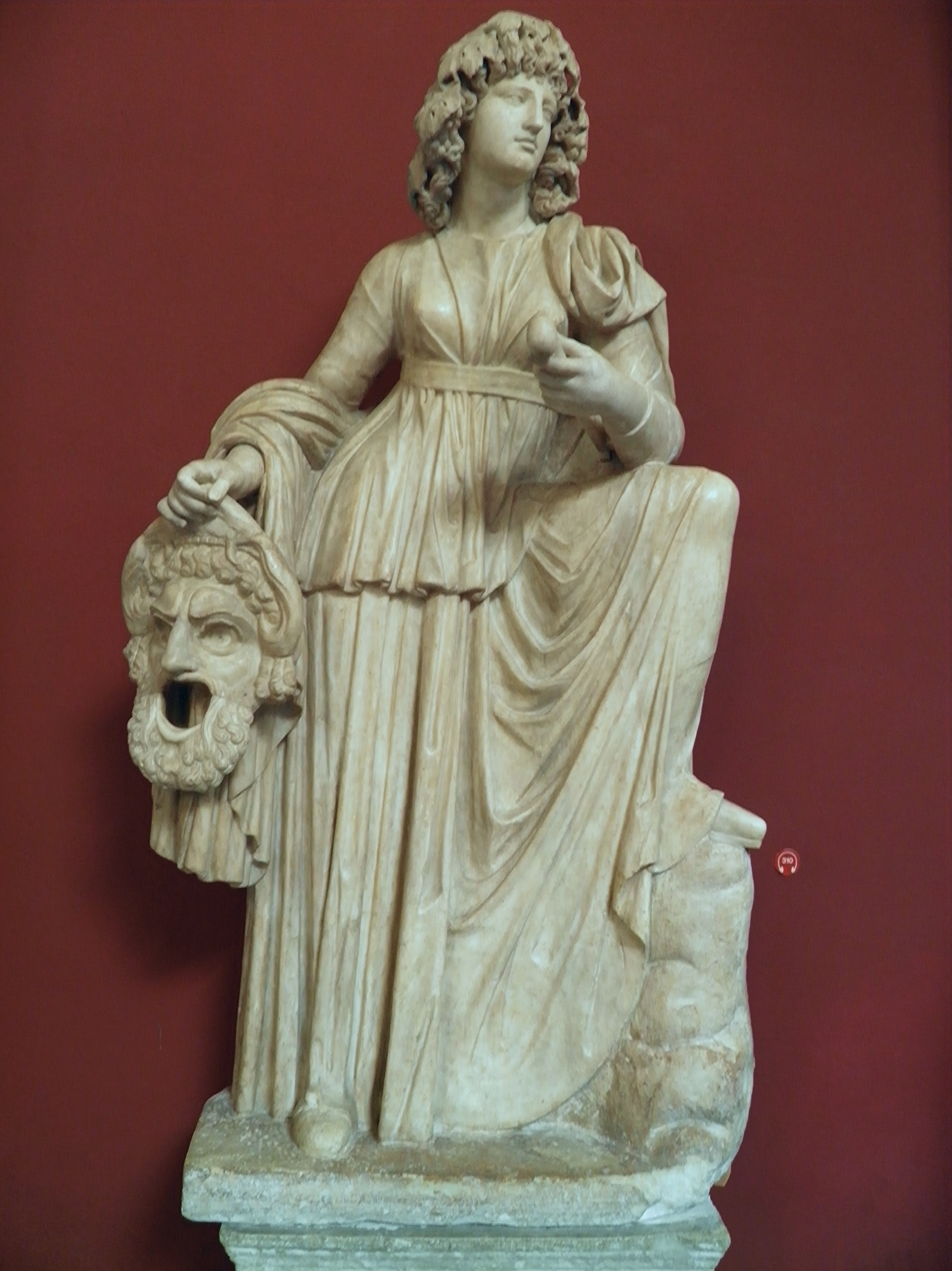
Musa Melpómene, procedente de la Villa de Casio en Tívoli, actualmente en los Museos Vaticanos.
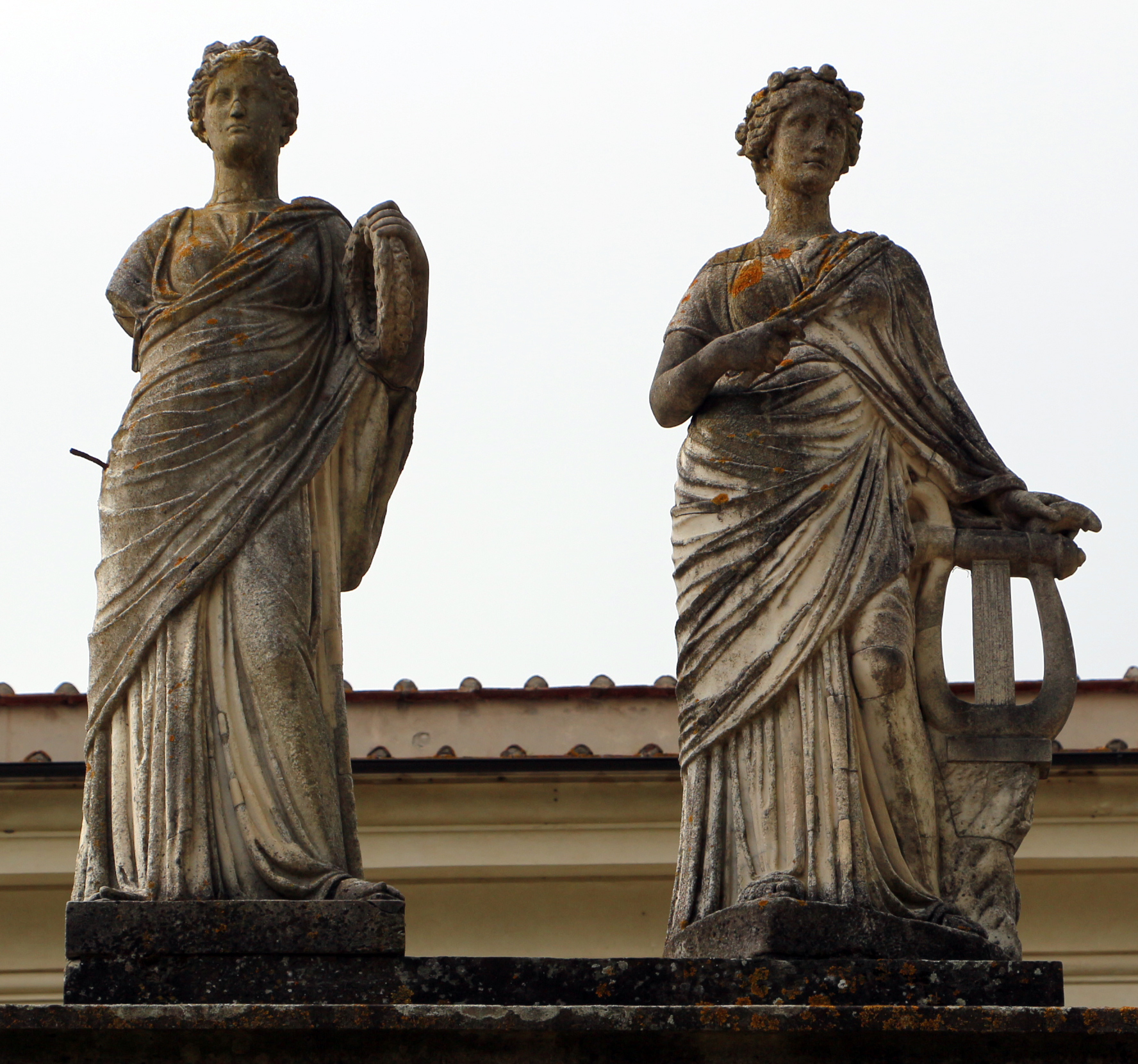
Estatuas de musas, copias de época romana de modelos helenísticos, en el Jardín de Bóboli (Florencia).